# 东里满镇
东里满镇，是中华人民共和国河北省衡水市饶阳县下辖的一个乡镇级行政单位。

## 行政区划
东里满镇下辖以下地区：
小堤村、张各庄村、固店村、桑园村、大曹庄村、西沿湾村、东里满村、西里满村、靳家庄村、郭村、大送驾庄村、大城北村、南韩村、北韩村和王屯村。